# Maja (Vorname)
Maja, Maia und Maya sind weibliche Vornamen.

## Herkunft und Bedeutung
Für die Namen Maja, Maia und Maya kommen jeweils verschiedene Etymologien in Frage.

### Maja
Maja ist in verschiedenen Sprachen ein Diminutiv von Maria. Außerdem handelt es sich in verschiedenen Sprachen um eine Variante von Maia.
Als Wort aus der Kindersprache, kann der Name verschiedene Ursprünge haben.

### Maia
Der Name Maia geht vermutlich auf das lateinische maior „größer“ zurück, was im alten Rom der Name der Frühlingsgöttin war.
Vom griechischen μαῖα maîa wird die Bedeutung auch mit „Mutter“ bzw. „Mutter Erde“ angegeben. Dies war der Name einer Tochter des Atlas.
Maia ist jedoch auch eine estnische und baskische Form von Maria.

### Maya
Beim Namen Maya handelt es sich einerseits um eine englische Variante von Maia. In Sanskrit bedeutet माया māyā „Illusion“ und ist der Name der Mutter des Buddha und ein anderer Name der Göttin Durga. In der Sprache der Tupi bedeutet maya „Mutter“.
Gelegentlich wird Maya, hebräisch מאיה mʾjh, von der Vokabel מַיִם majim „Wasser“ hergeleitet, wobei die Schreibweise des hebräischen Namens mit א ʾ ungeklärt bleibt.

## Verbreitung

### Maja
In Dänemark hat sich der Name Maja unter den 50 beliebtesten Mädchennamen etabliert. In den Jahren 2010 und 2012 erreichte der Name eine Platzierung unter den 10 meistgewählten Mädchennamen, seitdem kommt er etwas seltener vor. Im Jahr 2021 belegte der Name Rang 32 der Hitliste. In Norwegen gehört Maja seit 1996 zu den 100 beliebtesten Mädchennamen. Bis Anfang der 2000er Jahre legte der Name rasch an Popularität zu, seit 2005 gehört er zu den 30 meistvergebenen Mädchennamen. Im Jahr 2021 stand er auf Rang 27 der Hitliste. In Schweden hat sich der Name unter den 20 beliebtesten Mädchennamen etabliert.
In Ungarn stieg der Name im Jahr 2005 in die Top-100 der Vornamenscharts auf. Zuletzt belegte der Name Rang 18 (Stand 2021). In Polen gehört Maja seit 2008 zu den 5 meistvergebenen Mädchennamen.
In Slowenien stand Maja zu Beginn des 21. Jahrhunderts noch in den Top-10 der Vornamenscharts, jedoch sank die Popularität des Namens in den vergangenen Jahren. Im Jahr 2021 stand Maja dort auf Rang 38 der Hitliste.

### Maia
Maia gehört in Neuseeland seit 1999 zu den 100 beliebtesten Mädchennamen. Im Jahr 2021 belegte er Rang 25 der Hitliste.
Darüber hinaus ist er vor allem in Georgien, Bulgarien, Russland, Moldawien, Estland, Portugal und Belarus verbreitet.

### Maya
In den USA stieg die Beliebtheit des Namens Maya in den 1990er Jahren stark an. Mittlerweile hat sich der Name unter den 100 beliebtesten Vornamen etabliert. Im Jahr 2021 belegte der Name Rang 55 der Hitliste. Auch im Vereinigten Königreich, Irland, Kanada und Australien ist der Name beliebt.
In Israel hat sich der Name unter den 5 meistvergebenen Mädchennamen etabliert.

### Verbreitung in Deutschland
In Deutschland werden in Namensstatistiken gleichlautende Schreibweisen eines Namens zusammengefasst behandelt, darum lässt sich die Verbreitung in Deutschland nicht in die verschiedenen Schreibweisen differenzieren. In Deutschland kommt der Name seit 1944 in signifikanter Zahl vor. Zu Beginn der 1970er Jahre erlebte die Popularität des Namens ihren ersten Höhepunkt. Die Beliebtheit des Namens sank daraufhin, stieg in den 1990er Jahren jedoch wieder an. Die bislang höchste Platzierung in den deutschen Vornamenscharts erreichte der Name im Jahr 2008, als er Rang 15 belegte. Im Jahr 2021 stand Maja auf Rang 23 der Hitliste. Für die Jahre 2008 bis 2018 lässt sich feststellen, dass etwa 55 % aller Namensträgerinnen die Variante Maja trägt, 45 % die Variante Maya.

## Varianten
Bei folgenden Namen handelt es sich um Varianten des griechischen Namens Μαῖα Maîa:
| - Dänisch: Maja - Diminutiv: Maj - Deutsch: Maja - Englisch: Maya, Mya - Französisch: Maïa - Georgisch: მაია Maia | - Griechisch: Μαῖα Maîa - Kroatisch: Maja - Norwegisch: Maja - Diminutiv: Maj - Polnisch: Maja - Portugiesisch: Maia - Russisch: Майя Majja/Mayya | - Schwedisch: Maja - Diminutiv: Maj - Serbisch: Maja - Slowenisch: Maja - Maskulin: Maj |

Daneben ist Maija die lettische und finnische Variante von Maria. Für weitere Varianten: siehe Maria#Varianten.

## Namensträgerinnen

### Maja
- Maja Alm (* 1988), dänische Orientierungsläuferin
- Maja Beckmann (* 1977), deutsche Schauspielerin
- Maja Berezowska (1898–1978), polnische Malerin
- Maja Beutler (1936–2021), Schweizer Schriftstellerin und Dramatikerin
- Maja Brunner (* 1951), Schweizer Sängerin
- Maja Classen (* 1974), deutsche Filmregisseurin
- Maja Dahlqvist (* 1994), schwedische Skilangläuferin
- Maja Einstein (1881–1951), deutsche Romanistin, Schwester von Albert Einstein
- Maja Catrin Fritsche (* 1960), deutsche Sängerin
- Maja Gerber-Hess (* 1946), Schweizer Schriftstellerin
- Maja Göpel (* 1976), deutsche Politökonomin
- Maja Haderlap (* 1961), österreichische Schriftstellerin
- Maja Hieke (* 1997), deutsche Schauspielerin
- Maja Hoffmann (* 1956), Schweizer Kunstsammlerin, Kunstmäzenin und Dokumentarfilmproduzentin
- Maja Ingold (* 1948), Schweizer Politikerin
- Maja Ivarsson (* 1979), schwedische Sängerin
- Maja Jakobsen (* 1990), norwegische Handballspielerin
- Maja Keuc (* 1992), slowenische Sängerin
- Maja Komorowska (* 1937), polnische Schauspielerin
- Maja Lehrer (* 1990), deutsche Schauspielerin
- Maja Lex (1906–1986), deutsche Choreografin
- Maja Lunde (* 1975), norwegische Schriftstellerin und Drehbuchautorin
- Maja Maneiro (* 1982), deutsche Schauspielerin und Synchronsprecherin mit spanischen Wurzeln
- Maja Manolowa, (* 1965), bulgarische Juristin und Politikerin
- Maja Maranow (1961–2016), deutsche Schauspielerin
- Maja Neuenschwander (* 1980), Schweizer Historikerin und Leichtathletin
- Maja Osojnik (* 1976), slowenische Sängerin, Flötistin und Komponistin
- Maja Pantić (* 1970), serbische Informatikerin und Professorin
- Maja Petravić, kroatische Fußballschiedsrichterassistentin
- Maja Plissezkaja (1925–2015), sowjetische Primaballerina
- Maja Ratkje (* 1973), norwegische Sängerin, Live-Elektronikerin und Komponistin
- Maja Schmid (* 1967), Schweizer Freestyle-Skierin
- Maja Schöne (* 1976), deutsche Schauspielerin
- Maja Sokač (* 1982), kroatische Handballspielerin
- Maja Sprenger (1944–1976), deutsche Klassische Archäologin
- Maja Stadler-Euler (* 1941), deutsche Juristin und Politikerin
- Maja Stolle (* 1943), Schweizer Schauspielerin
- Maia Tschiburdanidse (* 1961), georgische Schachspielerin
- Maja Ussowa (* 1965), russische Eiskunstläuferin
- Maja von Vogel (* 1973), deutsche Schriftstellerin und Übersetzerin
- Maja Wallstein (* 1986), deutsche Politikerin
- Maja Weber (* 1974), Schweizer Cellistin
- Maja Weber (* 1976), deutsche Journalistin und Nachrichtenmoderatorin
- Maja Wicki-Vogt (1940–2016), Schweizer Philosophin, Publizistin, Psychoanalytikerin und Traumatherapeutin
- Maja Zivec-Skulj (* 1973), deutsche Tennisspielerin

Fiktive Namensträger
- Biene Maja

### Maia
- Maia Arson Crimew (* 1999), Schweizer Software-Entwicklerin und Computer-Hackerin
- Maia Barmettler (* 1981), Schweizer Skirennfahrerin
- Maia Bouchier (* 1998), englische Cricketspielerin
- Maia Brewton (* 1977), US-amerikanische Schauspielerin
- Maia Campbell (* 1998), Leichtathletin von den amerikanischen Jungferninseln
- Maia Ciobanu (* 1952), rumänische Komponistin
- Maia Hirasawa (* 1980), schwedisch-japanische Musikerin
- Maia Lomineischwili (* 1977), georgische Schachspielerin
- Maia Lumsden (* 1998), britische Tennisspielerin
- Maia Mitchell (* 1993), australische Schauspielerin
- Maia Morgenstern (* 1962), rumänische Schauspielerin
- Maia Pandschikidse (* 1960), georgische Diplomatin und Politikerin
- Maia Sandu (* 1972), moldauische Ökonomin und Politikerin
- Maïa Schwinghammer (* 2001), kanadische Freestyle-Skierin
- Maia Shibutani (* 1994), US-amerikanische Eiskunstläuferin
- Maia Tschiburdanidse (* 1961), georgische Schachweltmeisterin

### Maija
- Maija Holopainen (* 1978), finnische Biathletin
- Maija Isola (1927–2001), finnische Designerin und Künstlerin
- Maija-Liisa Komulainen (* 1922), finnische Innenarchitektin und Industriedesignerin
- Maija Manesa (* 1985), kasachische Gewichtheberin
- Maija Parnas (* 1974), transnistrische Politikerin
- Maija Saari (* 1986), finnische Fußballspielerin
- Maija Schyghajewa (1927–2017), sowjetische bzw. kasachische Mikrobiologin und Hochschullehrerin
- Maija Tammi (* 1985), finnische Fotografin
- Maija Tīruma-Eichhorn (* 1983), lettische Rennrodlerin
- Maija Vilkkumaa (* 1973), finnische Sängerin, Komponistin und Dichterin

### Maya
- Maya Angelou (1928–2014), US-amerikanische Schriftstellerin
- Maya Berović (* 1987), bosnische Popfolk-Sängerin
- Maya Jane Coles (* 1988), britische Musikproduzentin, Toningenieurin und DJ mit japanisch-britischer Herkunft
- Maya Delilah (* 2000), britische Musikerin
- Maya Deren (1917–1961), US-amerikanische Regisseurin
- Maya Eshet (* 1990), israelische Schauspielerin und Synchronsprecherin
- Maya Fadeeva (* 1987), russisch-deutsche Sängerin, Songwriterin und Musikproduzentin
- Maya Gnyp, australische Filmproduzentin
- Maya Graber (* 1974), Schweizer Bildhauerin und Medailleurin
- Maya Haddad (* 1988), deutsche Schauspielerin
- Maya Hakvoort (* 1966), niederländische Musicaldarstellerin
- Maya Hawke (* 1998), US-amerikanische Schauspielerin und Model
- Maya Jribi (1960–2018), tunesische Politikerin und Feministin
- Maya Kidowaki (* 1969), japanische Tennisspielerin
- Maya Le Clark (* um 2011), US-amerikanische Schauspielerin
- Maya Lindholm (* 1990), deutsche Rollstuhlbasketballspielerin
- Maya Maron (* 1980), israelische Schauspielerin
- Maya Nadig (* 1946), Schweizer Kulturanthropologin und Ethno-Psychoanalytikerin
- Maya Onken (* 1968), Schweizer Buchautorin
- Maya Pedersen-Bieri (* 1972), Schweizer Skeletonpilotin
- Maya Rudolph (* 1972), US-amerikanische Schauspielerin und Komikerin
- Maya Saban (* 1978), deutsch-israelische Popsängerin
- Maya Singh, deutsche Musikerin
- Maya Stojan (* 1986), Schweizer Schauspielerin
- Maya Tahan (* 1999), israelische Tennisspielerin
- Maya Unger (* 1995), österreichische Schauspielerin
- Maya Ying Lin (* 1959), US-amerikanische Künstlerin
- Maya Zapata (* 1981), mexikanische Schauspielerin

## Kunstwerke
- Die nackte Maja, Gemälde von Francisco de Goya
- Maya à la poupée (Maya mit Puppe), eines von mehreren Gemälden Pablo Picassos von seiner Tochter, wurde 2007 gestohlen und 2008 von der Polizei wieder aufgefunden